# Marleen van Gelder
Marleen van Gelder (ur.  1983 Nijmegen - Holandia) – holenderska brydżystka.
Marleen van Gelder pracuje jako naukowiec w dziedzinie epidemiologii.

## Wyniki brydżowe

### Zawody światowe
W światowych zawodach zdobyła następujące lokaty:
| Mistrzostwa Świata. Konkurencja teamów | Mistrzostwa Świata. Konkurencja teamów | Mistrzostwa Świata. Konkurencja teamów | Mistrzostwa Świata. Konkurencja teamów | Mistrzostwa Świata. Konkurencja teamów | Mistrzostwa Świata. Konkurencja teamów |
| Rok                                    | Miejsce                                | Zawody                                 | Kategoria                              | Drużyna                                | Pozycja                                |
| -------------------------------------- | -------------------------------------- | -------------------------------------- | -------------------------------------- | -------------------------------------- | -------------------------------------- |
| 2005                                   | Estoril                                | 37. Mistrzostwa Świata Teamów          | Trans                                  | Orange A                               | 58                                     |

| Mistrzostwa Świata. Konkurencja par | Mistrzostwa Świata. Konkurencja par | Mistrzostwa Świata. Konkurencja par  | Mistrzostwa Świata. Konkurencja par | Mistrzostwa Świata. Konkurencja par | Mistrzostwa Świata. Konkurencja par |
| Rok                                 | Miejsce                             | Zawody                               | Kategoria                           | Partner                             | Pozycja                             |
| ----------------------------------- | ----------------------------------- | ------------------------------------ | ----------------------------------- | ----------------------------------- | ----------------------------------- |
| 2003                                | Tata                                | 5 Młodzieżowe Mistrzostwa Świata Par | Juniorzy                            | Rene de Waele                       | 77                                  |

### Zawody europejskie
W europejskich zawodach zdobyła następujące lokaty:
| Zawody europejskie. Konkurencja teamów | Zawody europejskie. Konkurencja teamów | Zawody europejskie. Konkurencja teamów   | Zawody europejskie. Konkurencja teamów | Zawody europejskie. Konkurencja teamów | Zawody europejskie. Konkurencja teamów |
| Rok                                    | Miejsce                                | Zawody                                   | Kategoria                              | Drużyna                                | Pozycja                                |
| -------------------------------------- | -------------------------------------- | ---------------------------------------- | -------------------------------------- | -------------------------------------- | -------------------------------------- |
| 2007                                   | Jesolo                                 | 21 Młodzieżowe Europy Teamów             | Dziewczęta                             | Netherlands                            | 2                                      |
| 2005                                   | Riccione                               | 20 Młodzieżowe Mistrzostwa Europy Teamów | Dziewczęta                             | Netherlands                            | 1                                      |
| 2005                                   | Teneryfa                               | 2 Otwarte Mistrzostwa Europy             | Kobiety                                | Verbeek                                | 5                                      |
| 2004                                   | Praga                                  | 19 Młodzieżowe Mistrzostwa Europy Teamów | Dziewczęta                             | Netherlands                            | 4                                      |

| Zawody europejskie. Konkurencja par | Zawody europejskie. Konkurencja par | Zawody europejskie. Konkurencja par  | Zawody europejskie. Konkurencja par | Zawody europejskie. Konkurencja par | Zawody europejskie. Konkurencja par |
| Rok                                 | Miejsce                             | Zawody                               | Kategoria                           | Partner                             | Pozycja                             |
| ----------------------------------- | ----------------------------------- | ------------------------------------ | ----------------------------------- | ----------------------------------- | ----------------------------------- |
| 2008                                | Wrocław                             | 9 Młodzieżowe Mistrzostwa Europy Par | Dziewczęta                          | Rosaline Barendregt                 | 19                                  |
| 2005                                | Teneryfa                            | 2 Otwarte Mistrzostwa Europy         | Kobiety                             | Monique van de Sande                | 12                                  |